# FN Browning GP-35
La Browning GP-35 es una pistola semiautomática de 9 mm y acción simple. Está basada en un diseño iniciado por el inventor de armas de fuego estadounidense John Browning, y completado por Dieudonné Saive de la Fabrique Nationale (FN) de Herstal, Bélgica. Browning falleció en 1926, varios años antes de que el diseño fuera finalizado. La Hi-Power es una de la pistolas militares más ampliamente utilizadas de todos los tiempos, habiendo sido usada por las fuerzas armadas de más de 50 países. Junto con la M1911, han sido los modelos más imitados de la historia.
El nombre GP-35 viene por las iniciales en francés, "Grande Puissance", es decir, "Gran Potencia", y alude a la capacidad del cargador para 13 cartuchos, casi el doble que diseños contemporáneos como la Luger P08 o la Mauser 1910. La pistola también suele ser llamada HP (de "Hi-Power" o "High-Power") o también P-35, que es la designación que recibió la Hi-Power cuando entró en servicio en 1935. También es conocida como BAP (Browning Automatic Pistol), especialmente en Irlanda. No obstante el nombre más común es "Hi-Power". La compañía argentina Fabricaciones Militares, dejó de fabricar la pistola bajo licencia FN en 1989, continuando la producción de las versiones locales denominadas FM90 y FM95, además de la M-02 A.R., de «acción rápida».[cita requerida]
En febrero de 2018, FN Herstal anunció oficialmente que se dejará de producir la GP-35. Sin embargo, en 2022 se decidió reanudar la producción.

## Historia

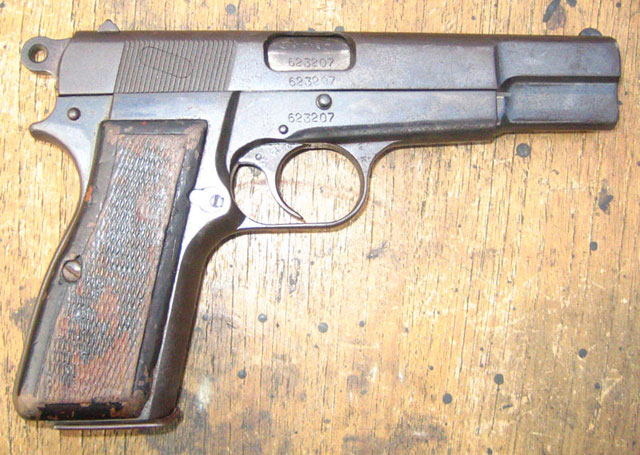
Una Browning Hi-Power, con extractor interno.

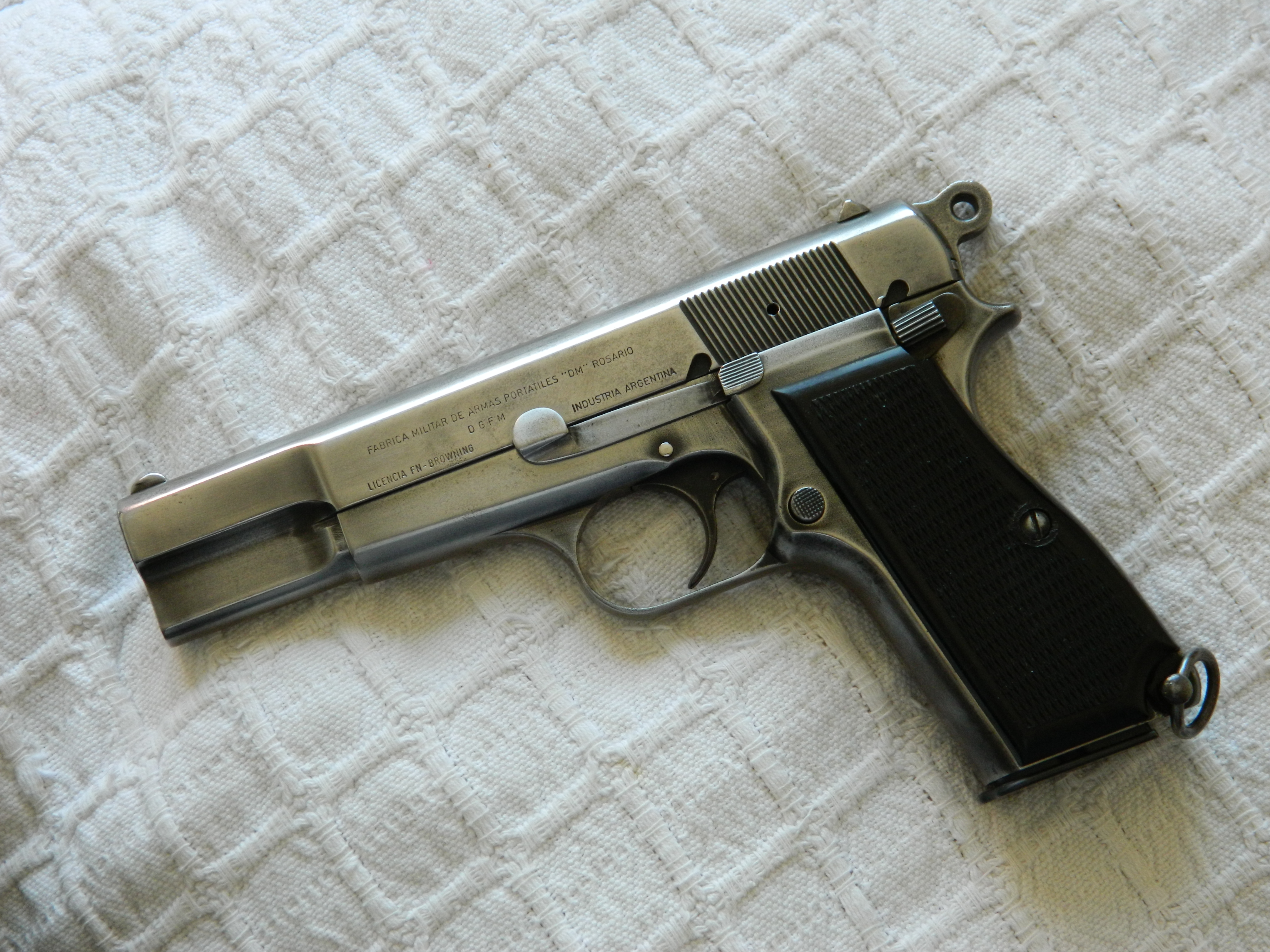
Una desgastada Browning Hi-Power, fabricada en Argentina a mediados de la década de 1970.

Después de colaborar con la compañía estadounidense Colt y hacer contribuciones para la belga FN, John Browning continúa colaborando con FN y en 1923 llega un nuevo encargo, esta vez del gobierno francés, que quiere una pistola con un cargador de gran capacidad, por encima de los 8 cartuchos habituales entonces, y con seguro de cargador, de tal manera que la pistola no pudiera disparar si el mismo no estaba colocado.. 
Browning se basa en su diseño de la conocida pistola Colt M1911, calibre .45 ACP, simplificando el mecanismo de acerrojado (reemplaza la cadeneta por una rampa), eliminando el seguro de empuñadura y con un cargador de doble hilera para 16 cartuchos (que posteriormente se redujeron a 13). Construye un prototipo, el cual finaliza en 1923. Entre 1923 y 1926 este prototipo va sufriendo mejoras y modificaciones, hasta que en este último año fallece Browning, y es su principal discípulo, Dieudonné Saive, quien pone punto final al diseño, tomando forma definitiva en el año 1935 con la denominación “Pistola Browning G.P.35”. Browning presenta su prototipo en la oficina de patentes de los EE. UU. el 28 de junio de 1923, siéndole otorgada la patente el 22 de febrero de 1927, con el número 1.618.510.
La GP-35 fue adoptada por el Ejército Belga y otros países, como Lituania, Rumania y Grecia. Fue empleada en la Segunda Guerra Mundial en ambos bandos. FN las fabricaba para los alemanes, durante la ocupación de Bélgica y, la compañía canadiense John Inglis & Co para los británicos. Las fuerzas especiales británicas SAS las usaron durante la Guerra Fría. Todavía la siguen utilizando varios ejércitos del mundo, como por ejemplo algunas ramas del ejército británico que usan la versión Browning L9A1 siendo reemplazada por la Glock 17.

## Características
La GP-35 posee mecanismo de acción simple, funciona por retroceso de masas con corto recorrido del cañón y dispone de un cargador de doble hilera que almacena 13 cartuchos. Originalmente poseía un extractor interno, similar al de la Colt 1911, pero después de la Segunda Guerra Mundial, fue reemplazado por uno del tipo externo.
- Munición: 9 x 19 Parabellum, 7,65 Parabellum, .40 S&W
- Calibre: 9 mm, 7,65 mm, 10 mm
- Longitud total del arma: 197 mm
- Longitud del cañón: 118 mm
- Altura del arma (sin alza, con cargador): 127,5 mm
- Ancho: 36 mm
- Número de estrías: 6, dextrógiras
- Paso de las estrías: 1 vuelta en 250 mm
- Peso del arma (con cargador vacío): 910 g

## Versiones
- L9A1 (versión británica)
- Mark I
- Mark II
- Mark III
- Hi-Power Standard
- Hi-Power Practical
- Hi-Power Capitan
- DA (doble acción)
- DAO (doble acción única)
- BDM (doble/simple acción)
- FM M90/M95 y FM 02 AR de «acción rápida» (versiones argentinas)
- Kareen (versión israelí)
- FÉG P9M (versión húngara)
- Arcus 94 (versión búlgara)
- Pistola Auto 9mm 1A (versión india)
- Inglis (versión canadiense)

En la década de 1990 aparecieron, la versión DA, la primera de doble acción, y también la versión DAO, la primera de doble acción exclusiva en presentaciones compactas y de tamaño normal. Su diseño es semejante a la P35, aunque el estilo del gatillo es diferente. Estas versiones no pueden intercambiar ninguna de sus piezas con la P35, al ser un diseño diferente.
En la misma década también apareció la versión BDM con un mecanismo para elegir operar la pistola exclusivamente en acción simple o en doble acción. Su diseño es más diferente a la P35, pero sus cargadores son intercambiables con los de las versiones de doble acción exclusiva.

## Cultura popular
En una de las escenas de Nepal en "Raiders of The Lost Ark", Indiana Jones emplea una de estas armas para repeler a los espías alemanes.
En la saga de videojuegos Resident Evil , La protagonista de la Segunda entrega de la serie Resident Evil 2 , Claire Redfield hace uso de esta arma cuando revisa la guantera de un coche de policía donde iba con Leon S. Kennedy. También la usa Ada Wong y Annette Birkin dentro del juego, consta de un cargador de trece cartuchos de 9 × 19 mm Parabellum.
En el videojuego L.A. Noire es el arma principal de Jack Kelso, personaje secundario del mismo.
En el videojuego Call of Duty: Black Ops II, su modelo original se puede elegir como una pistola en el videojuego.
En el videojuego Red Dead Redemption aparece como «Hi-Power» con un cargador de 10 cartuchos, siendo una de las pocas pistolas (solo contando pistolas semiautomáticas no los revólveres) que aparece en la entrega
En el videojuego Project Reality aparece como arma de cinto estándar del Ejército Británico sin contar con la Glock 17 que la está reemplazando
En el videojuego Forgotten Hope aparece el modelo Mark I y la versión con culata Inglis Hi-Power